# 田國俊
田國俊（?—?），字熾庭、號鶴樵、一号研芸，山西平定直隸州盂縣人，清朝政治人物、進士出身。

## 生平
蔭生。咸豐五年，鄉試中舉；咸豐九年，登進士，改庶吉士。同治十三年，任工部硝磺庫主事。光緒元年，任工部屯田司員外郎。光緒七年，任工部虞衡員外郎。光緒九年，任陝西道監察御史，光緒十年，任江蘇分巡鹽法江寧道。光緒十五年，任貴州按察使。